# 荒木真一
荒木 真一（あらき しんいち　1962年 - ）は、日本の環境技官。原子力規制庁長官官房審議官兼内閣府大臣官房審議官を経て、内閣府政策統括官。

## 人物・経歴
三重県鈴鹿市出身。三重県立津高等学校を経て、1987年名古屋大学大学院理学研究科修了、環境庁入庁。環境省環境管理局水環境部土壌環境課課長補佐、環境省大臣官房廃棄物・リサイクル対策部産業廃棄物課適正処理・不法投棄対策室長、大阪府環境農林水産部副理事、公害等調整委員会事務局審査官、原子力規制庁長官官房放射線防護グループ原子力災害対策・核物質防護課長、原子力規制庁原子力規制部規制企画課長等を経て、2017年から原子力規制庁長官官房審議官（併）内閣府大臣官房審議官（原子力防災担当）を務め、大飯発電所と高浜発電所で日本で初めてとなる複数の原子力発電所での同時重大事故の発生を想定した原子力防災訓練を行うなどした。2019年内閣府政策統括官（原子力防災担当）。2023年退職。同年中間貯蔵・環境安全事業特別調整役。